# Wanbailin
Wanbailin (chinesisch 万柏林区, Pinyin Wànbǎilín Qū) ist ein chinesischer Stadtbezirk, der zum Verwaltungsgebiet der bezirksfreien Stadt Taiyuan, der Hauptstadt der Provinz Shanxi, gehört. Er hat eine Fläche von 286 km² und zählt 951.238 Einwohner (Stand: Zensus 2020).

## Administrative Gliederung
Auf Gemeindeebene setzt sich der Stadtbezirk aus vierzehn Straßenvierteln und einer Gemeinde zusammen. 